# Trängande fara
Trängande fara innebär en situation där ett offer utsätt för fara av ett omedelbart förestående angrepp av allvarligare beskaffenhet. 
Faran måste gälla angrepp mot liv eller hälsa eller något därmed jämförligt betydelsefullt intresse. Ett hot bör kunna anses föreligga även om gärningsmannen inte uttalar några hotelser. Även det fall där en gärningsman tilltvingat sig sexuellt umgänge genom att utnyttja en situation som tett sig som omedelbart hotande från offrets synpunkt bör bedömas som trängande fara..
I ett mål som avgjorts av Hovrätten över Skåne och Blekinge som rör överfallsvåldtäkt på allmän plats exemplifieras begreppet trängande fara.
Uttrycket användes redan i 1864 års strafflag 15 kap. 12 §, som löd:
Tager man qwinna med wåld och, emot hennes wilja, med henne öfwar otukt, eller twingar man henne dertill genom hot, som innebär trängande fara; warde dömd till straffarbete från och med sex till och med tio år. Fick qwinnan af den gerning swår kroppsskada; dömes till straffarbete på lifstid eller i tio år: ljöt hon deraf döden; miste gerningsmannen lifwet eller dömes till straffarbete på lifstid.

## Fotnoter
1. ↑  Prop 1983/84:105 s. 18 ff http://www.riksdagen.se/Webbnav/index.aspx?nid=37&dok_id=G703105
2. ↑  https://lagen.nu/dom/rh/1995:26
3. ↑  https://www.academiccomputerclub.se/~saasha/kronologi/vtdefine.html